# Aphrodisium luzonicum
Aphrodisium luzonicum es una especie de escarabajo longicornio del género Aphrodisium, tribu Callichromatini. Fue descrita científicamente por Schultze en 1920.
Se distribuye por Filipinas. Mide 24,5-35 milímetros de longitud.